# コヴェントリー (駆逐艦)
コヴェントリー (HMS Coventry, D118) はイギリス海軍の42型駆逐艦。フォークランド紛争で戦没。

## 艦歴
1973年1月29日起工。1974年6月21日進水。1978年10月20日就役。
1982年、「コヴェントリー」はフォークランド紛争に参加してイギリス海軍で初めて実戦でシーダートSAM及びシースクア対艦ミサイルを発射した艦となった。
1982年4月5日にコヴェントリーはイギリス海軍第317任務部隊の一隻としてポーツマスより出航し、フォークランド諸島へ向かい、5月1日は同海域に展開、航空統制艦として対空監視と友軍の航空機の誘導を担当した。
5月3日、イギリス海軍機によって撃墜されたアルゼンチン空軍のキャンベラ爆撃機のパイロット捜索のためにフォークランド諸島、ポート・スタンレーから派遣されたアルゼンチン海軍の哨戒艇「コモドーレ・ソメレーラ」、「アルフェレツ・ソブラル」の2隻が飛行中だったイギリス海軍のシーキングヘリコプターと会敵。銃撃を受けたシーキングは直ぐに艦隊に連絡し、「コヴェントリー」と僚艦の同型艦「グラスゴー」搭載のヘリコプターリンクスがシースクア・ミサイルを搭載して発進。銃撃を受けたシーキングの誘導を受けて接近、「コヴェントリー」艦載のリンクスが「コモドーレ・ソメレーラ」へ2発のシースクアミサイルを発射。撃沈した。「アルフェレツ・ソブラル」も「グラスゴー」搭載のリンクスから2発のシースクアを受け、艦橋が全壊するほど大破してアルゼンチン本土に撤退した。
5月9日にはポート・スタンレー周辺を低空飛行していたアルゼンチン陸軍のピューマヘリコプターに対してシーダート・ミサイルを発射。撃墜した。
5月25日、「コヴェントリー」はイギリス陸軍の橋頭保であるサン・カルロス近海にて22型フリゲート「ブロードソード」と共に対空監視を行っていたが、これをアルゼンチン空軍機が攻撃した。早朝のアルゼンチン空軍第4戦闘航空群のA-4スカイホークによる攻撃は対空ミサイルによって1機を撃墜し、退けることに成功した。
同日正午、「コヴェントリー」はアルゼンチン空軍第5戦闘航空群のA-4スカイホーク攻撃機の攻撃を受けた。この際、僚艦である「ブロードソード」は近接対空ミサイルであるシーウルフ対空ミサイルでの迎撃態勢に入っていたが、超低空で接近するスカイホークを回避運動中だった「コヴェントリー」の船体が隠してしまう形になり、レーダーロックが解除されてしまう事態に陥る。この隙に接近した2機のスカイホークに対して「コヴェントリー」はシーダート・ミサイルと主砲、機関砲による迎撃を行うも失敗。スカイホークから投下された3発の爆弾が左舷中央部に命中、炸裂し直後に転覆、沈没。乗員19名が戦死した。当時のパイロットは、パブロ・カルバージョ大尉とカルロス・アルフレド・リンケ中尉である。

## この艦艇を扱った番組
- 『衝撃の瞬間』 第6シーズン第8話「駆逐艦コベントリー沈没 (Sinking The Coventry) 」